# Alexander van Oostenrijk
Alexander van Oostenrijk (Florence, Italië, 14 augustus 1772 - Laxenburg, Oostenrijk, 12 juli 1795) was een aartshertog van Oostenrijk en een prins van het groothertogdom Toscane. Hij was een telg uit het huis Habsburg-Lotharingen.
Alexander werd geboren als Alexander Leopold Johan Jozef. Hij was de vierde zoon en het zesde kind van de latere keizer Leopold II en Maria Louisa van Spanje. Zijn grootouders aan vaderskant waren keizer Frans I Stefan en keizerin Maria Theresia. Zijn grootouders aan moederskant waren koning Karel III van Spanje en koningin Maria Amalia van Saksen. Alexander groeide op in Firenze aan het groothertogelijk hof van Toscane.
Toen Alexanders vader in 1790 diens broer, keizer Jozef II, opvolgde als keizer Leopold II van het Heilige Roomse Rijk verhuisde het hele gezin van Firenze naar Wenen. Leopold II liet zijn zoon Alexander benoemen tot palatijn van Hongarije door het Hongaars parlement. De functie van Hongaars paltsgraaf was al jaren niet meer gegeven en de aanstelling door het Hongaarse parlement paste volkomen in Leopolds idee over volkssoevereiniteit. Na de plotse dood van zijn vader (1792) bleef Alexander paltsgraaf voor zijn broer Frans II. De ideeën van de Franse Revolutie broeiden ook in Hongarije via de Hongaarse franciskaner monnik en professor in Lemberg Martinovics. Alexander en zijn vader Leopold waren de gedachten van de Verlichting genegen maar niet de radicale opruiende taal van Martinovics: afschaffing van de privilegies van de adel; instelling van de republiek Hongarije; parlementaire democratie. Alexander sloeg de opstand van de Hongaarse Jacobijnen neer (1794) en keerde ziek naar Wenen terug om daar te herstellen.
Alexander had zich heel zijn leven al in scheikundige proeven geïnteresseerd. Alexander Leopold stierf zeer plotseling; hij kwam door verbranding om het leven bij de voorbereiding van een groot vuurwerk op het Laxenburg Paleis, een van de buitenverblijven van zijn broer de keizer. Het vuurwerk was bedoeld als cadeautje voor zijn schoonzusje, keizerin Maria Theresia van Bourbon-Sicilië, de vrouw van Alexanders broer, keizer Frans II. Hij stierf ongehuwd en kinderloos. Hij werd, zoals alle Habsburgers, begraven in de Kapuzinergruft in Wenen en zijn hart wordt geëtaleerd in de Loretokapel van de Augustijnen in Wenen.
Hij werd als regent van Hongarije opgevolgd door zijn jongere broer, aartshertog Jozef.